# NGC 2779
NGC 2779 ist eine spiralförmige Zwerggalaxie vom Hubble-Typ SBcd? im Sternbild Luchs am Nordsternhimmel. Sie ist schätzungsweise 93 Millionen Lichtjahre von der Milchstraße entfernt und hat einen Durchmesser von etwa 20.000 Lichtjahren.
Im selben Himmelsareal befinden sich u. a. die Galaxien NGC 2778 und NGC 2780.
Das Objekt wurde am 13. März 1850 von George Johnstone Stoney entdeckt.